# Пицан, Иван Игоревич
Ива́н И́горевич Пицан (укр. Іван Ігорович Піцан; род. 19 января 1990, Калуш, Ивано-Франковская область) — украинский футболист, вратарь клуба «Пробий».

## Игровая карьера
Первый тренер — Игорь Николаевич Васильков. В ДЮФЛ защищал цвета СДЮШОР Калуш и УФК Львов. На профессиональном уровне начинал играть во второй лиге за «Карпаты-2», в составе которых дебютировал 3 августа 2007 года в выездной игре против винницкой «Нивы». Далее выступал за молодёжку «Карпат» и второлиговое «Прикарпатье» (Ивано-Франковск). В 2012 году перешёл в ФК «Львов», выступавший в первой лиге.
В сезоне 2012/13 годов играл в высшем дивизионе чемпионата Грузии за «Динамо» (Батуми), но на поле появлялся не часто. После возвращения на Украину продолжил карьеру в алчевской «Стали». После того как алчевская команда снялась с турнира, Пицан подписал контракт с другой «Сталью» из Днепродзержинска, а уже летом усилил состав новичка первой лиги «Оболони-Бровар».